# Emmanuel Eboué
Emmanuel Eboué (* 4. Juni 1983 in Abidjan) ist ein ehemaliger ivorischer Fußballspieler. Er wurde als Verteidiger und als Mittelfeldspieler eingesetzt.

## Karriere
Eboué begann seine Karriere beim ASEC Abidjan. 2002 wurde er vom KSK Beveren verpflichtet, bei dem er bis 2004 blieb. Er wechselte schließlich am 1. Januar 2005 zum FC Arsenal, mit dem KSK Beveren zusammenarbeitet. Durch eine Verletzung des Rechtsverteidigers Lauren wurde Eboué Mitte der Saison 2005/06 zum Stammspieler und blieb es für die restliche Saison. Zur Saison 2011/12 plante Trainer Arsène Wenger nicht mehr mit dem Ivorer. Daraufhin verpflichtete ihn Galatasaray Istanbul für vier Jahre. Nach der Saison 2014/15 verließ er Galatasaray.
Im März 2016 unterschrieb Eboué nach achtmonatiger Vereinslosigkeit beim englischen Erstligisten AFC Sunderland einen Vertrag bis Saisonende. Dort wurde er bereits nach 22 Tagen Ende März wieder freigestellt, nachdem die FIFA ihn wegen ausstehender Zahlungen an einen früheren Berater für ein Jahr sperrte. Ein im September 2017 angestrebter Wechsel zum nordzyprischen Erstligisten Türk Ocağı Limasol zerschlug sich, nachdem bei der medizinischen Untersuchung Auffälligkeiten im Blutbild festgestellt wurden.
Eboué spielte 79-mal für die ivorische Fußballnationalmannschaft. Er nahm von 2006 bis 2013 an fünf Afrikameisterschaften und den Weltmeisterschaften 2006 und 2010 teil.

## Erfolge
- Englischer Pokalsieger mit dem FC Arsenal (2005)
- Türkischer Meister: 2012, 2013
- Türkischer Fußball-Supercup-Sieger: 2012, 2013
- Türkischer Fußballpokalsieger: 2014
- Zweiter der Afrikameisterschaft: 2006, 2012